# Spider-Man 3 (TV-spel)
Spider-Man 3 är ett datorspel från 2007 utgivet till PC, Xbox 360, Playstation 3, Playstation 2 och Xbox från Activision. Spelet är baserat på filmen med samma namn.

## Skurkar i spelet
- Venom
- Sandman
- Lizard
- Kingpin
- Scorpion
- Rhino
- Kraven the Hunter
- New Goblin
- Morbius